# ژینو اینفانتینو
ژینو اینفانتینو (انگلیسی: Gino Infantino؛ زادهٔ ۱۹ مهٔ ۲۰۰۳) بازیکن فوتبال اهل آرژانتین است که در حال حاضر برای فیورنتینا در پست هافبک بازی می‌کند.
از باشگاه‌هایی که در آن بازی کرده است می‌توان به روساریو سنترال و فیورنتینا اشاره کرد.

## دوران باشگاهی
اینفانتینو سال‌های ابتدایی فوتبال خود را در باشگاه وییا دل پارکه سپری کرد. او خیلی زود به رناتو سزارینی منتقل شد و به‌مدت شش سال در آن‌جا باقی ماند؛ دوره‌ای که در آن برای آزمایش به رئال مادرید نیز رفت. اینفانتینو در یازده‌سالگی به باشگاه ADIUR پیوست. پس از چهار سال، که شامل یک دوره آزمایشی در ویارئال نیز می‌شد، این هافبک هجومی در سال ۲۰۱۸ راهی روساریو سنترال شد. او در اواسط سال ۲۰۲۰ وارد تیم نخست شد و در ابتدا در کمپ پیش‌فصل باشگاه زیر نظر سرمربی کیلی گونسالس شرکت کرد. او سپس در دیدارهای کوپا د لا لیگا پروفسینال برابر گودوی کروز و ریور پلاته نیمکت‌نشین بود و سرانجام در ۱۳ نوامبر مقابل بانفیلد نخستین بازی حرفه‌ای خود را انجام داد.
در ۳ اوت ۲۰۲۳، اینفانتینو با فیورنتینا در سری آ قراردادی پنج‌ساله امضا کرد.

## دوران ملی
اینفانتینو در رده‌های مختلف سنی برای تیم ملی فوتبال آرژانتین بازی کرده‌است. در اوت ۲۰۱۷، او برای تمرینات با تیم زیر ۱۵ سال دعوت شد. در ژانویه ۲۰۱۹، به اردوی تیم زیر ۱۶ سال دعوت شد.

## زندگی شخصی
اینفانتینو در آرژانتین متولد شده و اصالتی ایتالیایی دارد.